# Церква Покрови Пресвятої Богородиці (Травневе, УГКЦ)
Церква Покрови Пресвятої Богородиці в Травневому — парафія і храм греко-католицької громади Збаразького деканату Тернопільсько-Зборівської архієпархії Української греко-католицької церкви в селі Травневе Тернопільського району Тернопільської области.

## Історія церкви
Парафію утворено в 1991 році. Храм, який перебудували зі старого магазину, освятив у 1992 році владика Михаїл Сабрига.
Парафію відвідували з візитацією:
- У 2000 році — єпископ Михаїл Сабрига.
- У 2006 році — Василій Семенюк.

## Парохи
- о. Йосип Янішевський (1990—1991),
- о. Олег Юрик (1991—1994),
- о. Григорій Єднорович (з 1994).